# 18e cérémonie des Toronto Film Critics Association Awards
La 18e cérémonie des Toronto Film Critics Association Awards (TFCA Awards), décernés par la Toronto Film Critics Association, a eu lieu le 15 décembre 2014, et a récompensé les films réalisés dans l'année.

## Palmarès

### Meilleur film
- Boyhood
  - The Grand Budapest Hotel
  - Inherent Vice

### Meilleur réalisateur
- Richard Linklater pour Boyhood
  - Paul Thomas Anderson pour Inherent Vice
  - Wes Anderson pour The Grand Budapest Hotel

### Meilleur acteur
- Tom Hardy pour le rôle d'Ivan Locke dans Locke
  - Jake Gyllenhaal pour le rôle de Lou Bloom dans Night Call (Nightcrawler)
  - Ralph Fiennes pour le rôle de Gustave H. dans The Grand Budapest Hotel

### Meilleure actrice
- Marion Cotillard pour le rôle d'Eva Cybulska dans The Immigrant
  - Julianne Moore pour le rôle de Dr Alice Howland dans Still Alice
  - Reese Witherspoon pour le rôle de Cheryl Strayed dans Wild

### Meilleur acteur dans un second rôle
- J. K. Simmons pour le rôle de Terence Fletcher dans Whiplash
  - Josh Brolin pour le rôle de Bigfoot Bjornsen dans Inherent Vice
  - Edward Norton pour le rôle de Mike Shiner dans Birdman

### Meilleure actrice dans un second rôle
- Patricia Arquette pour le rôle d'Olivia dans Boyhood
  - Katherine Waterston pour le rôle de Shasta dans Inherent Vice
  - Tilda Swinton pour le rôle de Mason dans Snowpiercer

### Meilleur premier long métrage
- The Lunchbox (द लंच बॉक्स) – Ritesh Batra
  - Night Call (Nightcrawler) - Dan Gilroy
  - John Wick – David Leitch et Chad Stahelski

### Meilleur scénario
- The Grand Budapest Hotel – Wes Anderson
  - Boyhood – Richard Linklater
  - Inherent Vice – Paul Thomas Anderson

### Meilleur film étranger
- Snow Therapy (Turist)  Suède  France  Norvège
  - Ida  Pologne
  - Leviathan (Левиафан)   Russie

### Meilleur film d'animation
- Le Conte de la princesse Kaguya (かぐや姫の物語)
  - La Grande Aventure Lego (The Lego Movie)
  - Les Nouveaux Héros (Big Hero 6)
  - Dragons 2 (How to Train Your Dragon 2)

### Meilleur film documentaire
- The Overnighters
  - Citizenfour
  - Manakamana de Stephanie Spray et Pacho Velez